# Toralv Maurstad
Toralv Maurstad, född 24 november 1926 i Bærum, Norge, död 4 november 2022, var en norsk skådespelare, regissör och teaterchef. Han var son till skådespelaren och regissören Alfred Maurstad och skådespelerskan Tordis Maurstad (född Witzøe). Han var gift med Eva Henning från 1954, de skilde sig senare.

## Karriär
Maurstad utbildade sig till skådespelare vid Royal Academy of Dramatic Art i London åren 1947–1949. Han debuterade som Holt i Nils Kjærs Det lykkelige valg på Trøndelag Teater 1949, och slog igenom i John Van Drutens Atten år (Young Woodley) samma år. Han har spelat en rad stora roller både vid Nationaltheatret och på andra scener.
Bland de viktigaste[källa behövs] kan nämnas hans roll 1955 som den unge Peer Gynt, i en föreställning där hans far Alfred spelade den gamle Peer. Trettio år senare, 1985, spelade han åter igen Peer Gynt.
Han spelade rollen som Georg Anker-Hansen i TV-serien Hotel Cæsar. 

## Filmografi (urval)
- 1942 – Nordlandets våghals
- 1951 – Kranes konditori
- 1952 – Andrine og Kjell
- 1954 – Cirkus Fandango
- 1955 – Hjem går vi ikke
- 1961 – Strandhugg
- 1962 – Kalde spor
- 1968 – Svarta palmkronor
- 1970 – Song of Norway
- 1973 – Ett köpmanshus i skärgården (TV-serie)

## Utmärkelser
- Kritikerpriset 1963
- Heddaprisen 2005
- Anders Jahres kulturpris 2006
- Leif Justers ærespris 2008